# 契冲
契冲（けいちゅう）は、（有）申申閣が開発した歴史的仮名遣による変換辞書。1993年発売。（有）申申閣による開発と販売は2018年に終了したが、2025年7月22日に國語問題協議會が開発と頒布を引き継ぐ事が発表された。

## 概要
インプットメソッド「松茸」を利用し、それに専用変換辞書、専用フォント（文字鏡契冲明朝）を加えて歴史的仮名遣及び正字体での文章入力を実現している。
「松茸」自体もWindows 98対応以来開発が終了しているため、以降のWindowsへの適用には一部制約があるが、最新のWindows 11でも管理者として実行したコマンドプロンプトからインストールする事により、32ビットアプリで使用可能。
学習モ－ドを備えており、現代仮名遣での入力から正字・歴史的仮名遣に変換することもできる。
また字音仮名遣での漢語入力にも対応している。

## 契冲64
2025年7月22日に國語問題協議會より無償公開された、Windowsの64ビットアプリおよびMacにも対応した移植版。「松茸」用の変換辞書を「Google日本語入力」用に移植したものである。2025年7月22日版の時点では、「正字正仮名」「学習モードオン」の組合せの辞書のみ。「文字鏡契冲明朝」フォントは付属しなくなった。